# Lucas 8

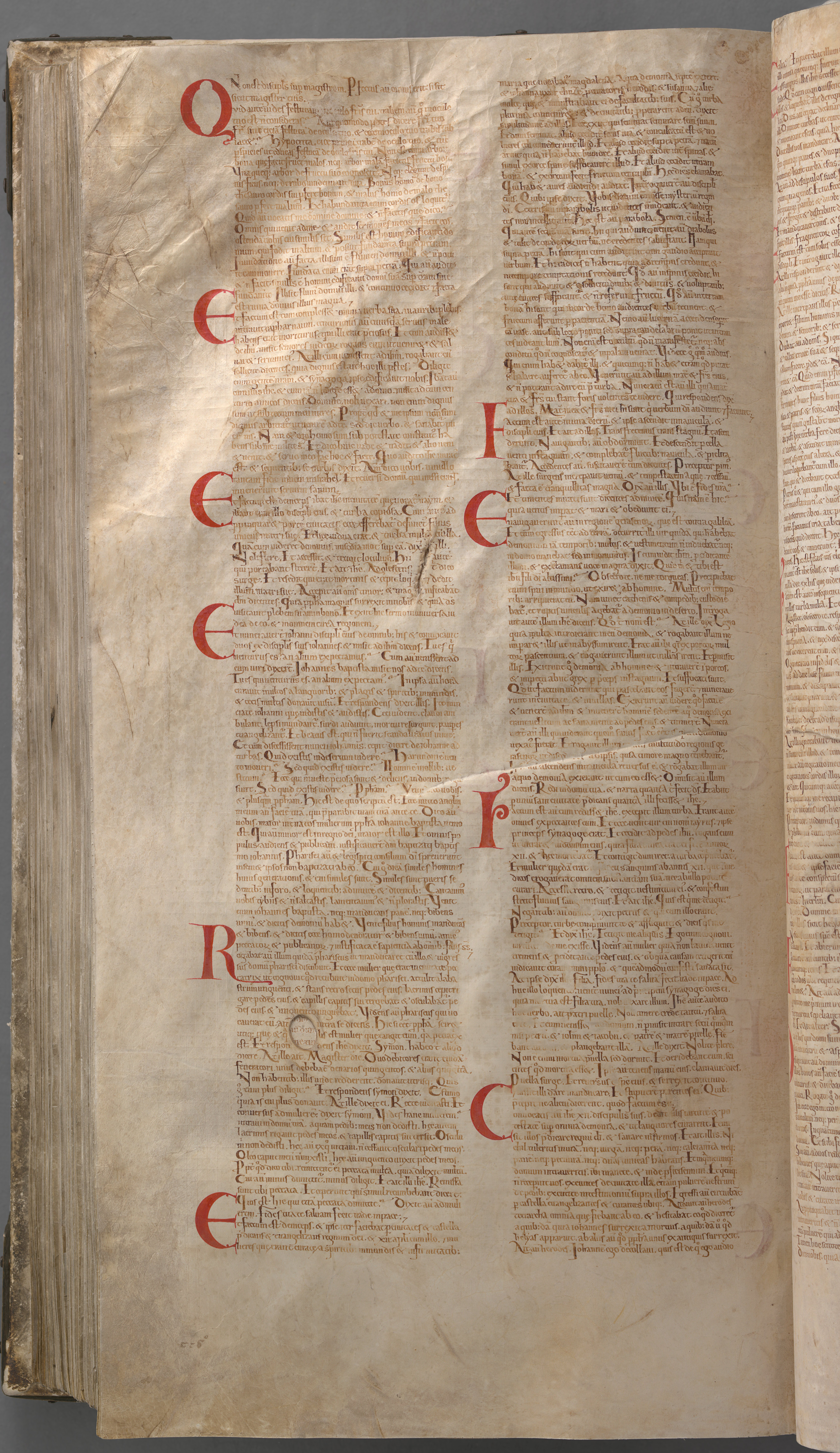
Texto latino de Lucas 6:40-9:9 en
Codex Gigas (siglo XIII).

Lucas 8 es el octavo capítulo del Evangelio de Lucas del Nuevo Testamento de la Biblia cristiana. Biblia. El libro que contiene este capítulo es anónimo, pero la tradición cristiana primitiva afirmó uniformemente que Lucas el Evangelista, compañero de Pablo el Apóstol en sus viajes misioneros, compuso tanto este Evangelio como los Hechos de los Apóstoles.En este capítulo se mencionan las mujeres que apoyaron a Jesús y se registran algunos de los grandes milagros que realizó, así como varias parábolas contadas por él.

## Texto
El texto original fue escrito en griego koiné. Este capítulo está dividido en 56 Versículos.

### Testigos textuales
Algunos manuscritos antiguos que contienen el texto de este capítulo son:
- Papiro 75 (175-225)
- Codex Vaticanus (325-350)
- Codex Sinaiticus (330-360)
- Codex Bezae (~400)
- Codex Washingtonianus (~400)
- Codex Alexandrinus (400-440)
- Codex Ephraemi Rescriptus (~450; existen los Versículos 29-56)

## Las mujeres que seguían a Jesús (8:1-3)
Después pasó por todas las ciudades y aldeas, predicando y anunciando el reino de Dios. Y estaban con él los doce, y algunas mujeres que habían sido sanadas de espíritus malos y de enfermedades: María, llamada Magdalena, de la cual habían salido siete demonios, y Juana, mujer de Chuza, mayordomo de Herodes, y Susana, y muchas otras que le mantenían de sus bienes.

Tras un "período bastante estático", Jesús continúa su ministerio itinerante por "cada ciudad y aldea" dentro de Galilea.
En los Versículos 2 y 3, María llamada Magdalena, Juana mujer de Cusa, y Susana son nombradas como mujeres que proporcionaron sustento material a Jesús durante sus viajes, junto con otras mujeres sin nombre. Mientras que Mateo, Marcos y Juan mencionan los nombres de las mujeres presentes en la cruz, Lucas sólo se refiere a ellas como "las mujeres que le seguían [a Jesús] desde Galilea" (Lucas 23: 49), pero las nombra al final en el relato de la visita de las mujeres al sepulcro vacío ("Eran María Magdalena y Juana, y María la madre de Santiago, y otras mujeres que estaban con ellas, las que contaron estas cosas a los apóstoles. " Lucas 24:10). Los dos pasajes con los nombres de algunas mujeres junto a la mención de los "doce" y "apóstoles", respectivamente (Lucas 8:1-3 y Lucas 24:10), "forman una inclusio literaria" que pone entre paréntesis la mayor parte del ministerio de Jesús (dejando fuera sólo la parte más temprana del mismo).  Según Richard Bauckham, esto implica seguramente que Lucas recibe su información especial de "una (muy probablemente Juana) o más de una" de las mujeres. Eric Franklin señala que los "siete demonios" de los que María había sido liberada reflejaban "la grave naturaleza de su enfermedad", no una vida anterior de inmoralidad.

### Comentario
El Señor aprecia la dedicación y el apoyo de estas mujeres, quienes respondían a los beneficios recibidos y colaboraban en la misión de predicar el Reino de Dios. Lucas registra este hecho y menciona a tres de ellas: María Magdalena, primer testigo de la resurrección; Juana de Cusa, de posición acomodada y también testigo de la resurrección; y Susana, de quien no se tiene otra noticia. En este pasaje y en todo su relato —aquí y en el libro de los Hechos—, Lucas destaca más que los otros evangelistas la presencia de las mujeres en la obra del Evangelio. Especialmente, el tercer evangelista subraya el papel fundamental de María, y también menciona a  Marta y  María cuando reciben al Señor en su casa, a las mujeres que se conmueven ante el sufrimiento de Cristo, a las que acompañan a la Madre del Señor y al grupo de los Apóstoles, y a las que, como Tabita o Lidia, servían a sus hermanos en la fe, entre otras. En la Iglesia, hombres y mujeres gozan de igual dignidad. Dentro de esta dignidad común, la mujer posee características peculiares que deben reflejarse en su papel dentro de la Iglesia:

Sin recurrir a la Madre de Dios, no es posible comprender el misterio de la Iglesia, su realidad y vitalidad esencial. Aquí encontramos una referencia al paradigma bíblico de la 'mujer', delineado desde la creación, pasando por el pecado, hasta la redención. Esto confirma la profunda unión entre lo humano y la economía divina de la salvación. La Biblia nos enseña que no se puede lograr una auténtica comprensión del ser humano sin una adecuada referencia a lo femenino. De modo análogo, en la economía salvífica de Dios, no podemos dejar de lado, desde la perspectiva de nuestra fe, el misterio de la 'mujer': virgen–madre–esposa.

## Parábola del sembrador (8:4-15)

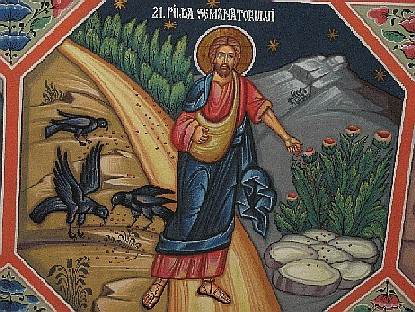
Icono que representa al Sembrador (Biserica Ortodoxă din Deal, Cluj-Napoca, Rumanía)

Las palabras del Versículo 4, se había reunido una gran multitud, y acudía a Jesús gente de todas las ciudades, sugieren que en cada ciudad o pueblo a los que allí vivían se les unía una multitud que viajaba con Jesús para oírle predicar. El escritor protestante Heinrich Meyer interpreta καὶ τῶν κατὰ πόλιν, kai tōn kata polin en el sentido de también los que venían de ciudad en ciudad. Jesús cuenta una historia a la multitud. En el relato, un sembrador sembró semilla en el camino, en terreno pedregoso y entre espinos, lugares que no ofrecían "ninguna esperanza de cosecha", y la semilla se perdió; pero cuando la semilla cayó en tierra buena creció el ciento por uno (Versículo 8).
Esta parábola, a veces llamada la "Parábola de los suelos", también se encuentra en el Mateo 13:1-23 y Marcos 4:1-20. En el relato de Lucas, Jesús cuenta esta parábola a la gran multitud reunida "de todas las ciudades" (versículo 4), mientras que en los relatos del Mateo y del Marcos es una de las parábolas que Jesús enseñó desde una barca a orillas del Mar de Galilea (Mateo 13:2, 4:1). Lucas hace que Jesús enseñe desde una barca en el lago en capítulo 5 pero no detalla allí el contenido de la enseñanza de Jesús. El ministro no conformista Alexander Maclaren imagina tales multitudes reuniéndose para escuchar a Jesús que "las ciudades de Galilea parecían vaciarse para oírle", y así el lector puede véase a muchos que oirían la palabra y darían fruto "cien veces", así como cuántos "se apartarían".

## Parábola de la lámpara (8:16-18)
En esta parábola, Jesús señala que nadie enciende una lámpara y luego la esconde: la lámpara se pone en un candelero, para que la gente pueda véase. El uso de la luz, para ver por ella, se destaca en las versiones parafraseadas. El Versículo 16 se repite en Lucas 11:33. Los versículos 16 y 17 apuntan al futuro de que la palabra del Señor crecería 'poderosamente y prevalecería' (Acts 19:20), con el versículo 18 dando la advertencia de escucharla 'con paciente resistencia' y discriminación.

### Comentarios
Los evangelios sinópticos reflejan la predicación de Jesús mediante parábolas. Lucas recoge el mayor número de ellas, alrededor de treinta y dos, de las cuales dieciséis son exclusivas de su evangelio. No obstante, en Lucas, el extenso discurso sobre las parábolas del Reino no tiene el mismo peso que en los otros sinópticos. El evangelista resume este discurso en unos pocos versículos, prefiriendo señalar aspectos específicos. Mientras que en Mateo y Marcos se menciona que las tribulaciones y persecuciones por causa de la Palabra impiden que la semilla dé fruto, en Lucas se enfatiza que es la "tentación" la que lo impide. Además, Lucas subraya que no se puede dar fruto si se lleva una vida cómoda y sin exigencias; en cambio, el fruto se alcanza con perseverancia. La parábola, por tanto, invita a llevar una vida sobria y orientada hacia el Reino de Dios.

Abrasemos las espinas, pues son ellas las que ahogan la palabra divina. Bien lo saben los ricos, que no sólo son inútiles para la tierra, sino también para el cielo.(...)  De dos fuentes nace el daño para su espíritu: de la vida de placer y de las preocupaciones. Cualquiera de las dos, por sí misma, basta para hundir el esquife del alma. Considerad, pues, qué naufragio les espera cuando concurren las dos juntas. Y no os maravilléis de que el Señor llamara espinas a los placeres. Si no los reconocéis como tales, es que estáis embriagados por la pasión; los que están sanos saben muy bien que el placer punza más que una espina. 

Con estas notas, la parábola enseña que quien vive las virtudes humanas podrá vivir también las sobrenaturales:

Las virtudes humanas adquiridas mediante la educación, mediante actos deliberados, y una perseverancia, reanudada siempre en el esfuerzo, son purificadas y elevadas por la gracia divina. Con la ayuda de Dios forjan el carácter y dan soltura en la práctica del bien. El hombre virtuoso es feliz al practicarlas.

## La madre y los hermanos de Jesús (8:19-21)
Este pasaje relata que la madre y los hermanos de Jesús vinieron a buscarlo. Cuando Jesús fue informado de su presencia, respondió extendiendo la relación familiar a todos aquellos que oyen la palabra de Dios y la cumplen. María y los hermanos de Jesús se contarían más tarde entre los primeros discípulos esperando el don del Espíritu (Hechos 1:14).

### Comentario
El episodio, situado poco después de la parábola del sembrador, destaca la importancia de los oyentes de la palabra. El verdadero discípulo es quien escucha, retiene y produce fruto. Sin embargo, ahora se le otorga un nuevo título: es considerado como hermano y madre de Cristo por escuchar y cumplir la palabra. Para Jesús y para los lectores del evangelio, estas palabras aluden principalmente a María, quien es el modelo del discípulo. Ella acogió la palabra del Señor de manera ejemplar y produjo fruto con ella.

De ahí que María es dichosa también porque escuchó la palabra de Dios y la cumplió; llevó en su seno el cuerpo de Cristo, pero más aún guardó en su mente la verdad de Cristo. Cristo es la verdad, Cristo tuvo un cuerpo: en la mente de María estuvo Cristo, la verdad; en su seno estuvo Cristo hecho carne, un cuerpo. Y es más importante lo que está en la mente que lo que se lleva en el seno.

## La tempestad calmada (8:22-25)
Una noche, Jesús y sus discípulos atravesaban el Mar de Galilea en una barca, cuando se desató una furiosa tempestad, y las olas rompían sobre la barca, de modo que estuvo a punto de naufragar. Jesús estaba en la popa, durmiendo sobre un cojín, pero los discípulos lo despertaron y le dijeron: "Maestro, ¿no te importa que nos ahoguemos?" Jesús se levantó, reprendió al viento y dijo a las olas: "¡Calma! Estad quietas!" Entonces amainó el viento y reinó la calma total. Este relato también se recoge en el Evangelio de Mateo (Mateo 8:23-Mateo 8:27) y Evangelio de Marcos Marcos 4:35-41). Así como Génesis 1:2 afirma cómo el Espíritu de Dios domeñó las aguas en la creación, Moisés con el mandato sobre el Mar Rojo (Éxodo 14; cfr. Isaías 51:9 de la victoria de Dios sobre el mar en el Éxodo) y Elías con el mando sobre el río Jordán (2 Reyes 2:8), así Jesús, como 'acto final de redención de Dios', reveló aquí su poder total sobre "lo profundo".

### Comentarios
El milagro revela claramente el dominio de Jesús sobre la naturaleza y la importancia de la fe de los discípulos. Esta escena se ha interpretado como un símbolo de la acción de Jesús en su Iglesia, representada por la barca sacudida por las olas, o en cada alma individual. A veces, se siente que Jesús está dormido, pero la oración persistente lo "despierta" y entonces Él interviene en ayuda de los hombres y vuelve la calma.

Así como la nave que atraviesa el mar —comenta San Alfonso Mª de Ligorio— está sujeta a miles de peligros (…), sobre todo, por las pasiones desordenadas, (…) no por esto hay que desconfiar ni desesperarse. Más bien, (…) cuando uno se ve asaltado por una pasión incontrolada, (…) ponga los medios humanos para evitar las ocasiones y (…) apóyese en Dios (…): en lo bravío de la tormenta no deja el marino de mirar a la estrella cuya claridad le habrá de guiar al puerto. De igual modo en esta vida hemos siempre de tener fijos los ojos en Dios, que es quien tan sólo nos ha de liberar de tales peligros.

## El endemoniado de Gerasa (8:28-39)
El milagro tuvo lugar cuando Jesús fue al otro lado del lago, a la tierra de los gerasenos (o Gadarenos), la moderna Jerash en Jordania. Allí un hombre poseído por un espíritu maligno salió de las cuevas a su encuentro. Ya nadie podía atar a este hombre, ni siquiera con una cadena, pues nadie era lo bastante fuerte para someterlo. Noche y día, entre las tumbas y en las colinas, gritaba y se cortaba con piedras. Cuando vio a Jesús de lejos, corrió y cayó de rodillas ante él. Gritó con todas sus fuerzas: "¿Qué quieres de mí, Jesús, Hijo del Dios Altísimo? En nombre de Dios, no me tortures". Porque Jesús le había dicho: "¡Sal de este hombre, espíritu maligno!".
Entonces Jesús le preguntó: "¿Cómo te llamas?". "Me llamo Legión", respondió, "porque somos muchos". Y suplicó una y otra vez a Jesús que no los echara de allí.
Una gran piara de cerdos se alimentaba en la ladera cercana. Los demonios suplicaron a Jesús: "Envíanos entre los cerdos; permítenos entrar en ellos". Él les dio permiso, y los espíritus malignos salieron y entraron en los cerdos. La piara se precipitó por la empinada orilla al lago y se ahogó.
El término "Dios Altísimo" utilizado para llamar al padre de Jesús por el hombre atormentado, también fue utilizado por la esclava poseída por espíritus en Filipos que más tarde fue curada por Pablo (Hechos 16:17).

### Comentarios
En este episodio se destacan el poder de Jesús sobre los demonios y la amplitud universal de su misión. La llegada del Reino de Dios implica la derrota del reino de Satanás. Los exorcismos realizados por Jesús liberan a las personas del control de los demonios y anticipan su gran victoria sobre el "príncipe de este mundo". Las victorias de Jesús contra Satanás comienzan ya en el ayuno y tentaciones en el desierto, tendrán su momento culminante en la cruz, y alcanzarán su meta definitiva al final de los tiempos.

## Resucitación de la hija de Jairo y curación de la mujer que sangraba (8:40-56)
El relato sigue inmediatamente al exorcismo de Gerasa. De vuelta en Galilea, Jairo, patrón o jefe de una sinagoga galilea, había pedido a Jesús que curara a su hija de 12 años, que se estaba muriendo (en el relato de Mateo, Jairo utilizaba expresiones hiperbólicas en su angustia: "Mi hija ya está muerta"). Mientras se dirigían a casa de Jairo, una mujer enferma de entre la multitud tocó el borde (o posiblemente el fleco) del manto de Jesús y quedó curada de su enfermedad. Entonces se supo que la hija de Jairo había muerto, por lo que se aconsejó a Jairo que no molestara más a Jesús, "el maestro". Jesús, sin embargo, continuó hasta la casa, afirmando que la niña no estaba muerta, sino dormida, y le devolvió la salud. El capítulo termina con las órdenes de Jesús de alimentar a la niña y de que Jairo y su mujer no contaran a nadie lo sucedido.

### Comentarios
El milagro, presente en los tres evangelios sinópticos, enseña sobre la importancia y el valor de la fe al acercarse a Jesús. Los evangelios destacan que la fe puede manifestarse de diversas maneras:

Nunca faltan enfermos que imploran, como Bartimeo, con una fe grande, que no tienen reparos en confesar a gritos. Pero mirad cómo, en el camino de Cristo, no hay dos almas iguales. Grande es también la fe de esta mujer, y ella no grita: se acerca sin que nadie la note. Le basta tocar un poco la ropa de Jesús, porque está segura de que será curada.

La mujer citada y Jairo son ejemplos de la fe en Jesús:

«Esta mujer santa, delicada, religiosa, más dispuesta a creer, más prudente por el pudor —porque hay pudor y fe cuando se reconoce la propia enfermedad y no se desespera del perdón—, toca con discreción el borde de las vestiduras del Señor, se acerca con fe, cree con devoción, y sabe, con sabiduría, que ha sido curada (…). A Cristo se le toca con la fe, a Cristo se le ve con la fe. (…) Por tanto, si nosotros queremos ser también curados, toquemos con nuestra fe el borde de la vestidura de Cristo.

Ejemplo de falta de fe son los que «se burlaban de él». Cuando no se tiene fe en la omnipotencia divina, nos encerramos en nuestras limitaciones humanas, en nuestras pequeñeces, tratando de medir todas las cosas por lo que podemos entender. En esta situación es fácil que surja la incomprensión ante las realidades sobrenaturales. A esta actitud se dirigen las palabras de San Pablo en 1 Co 2,14: «El hombre no espiritual no percibe las cosas del Espíritu de Dios pues son necedad para él.

## Flecos

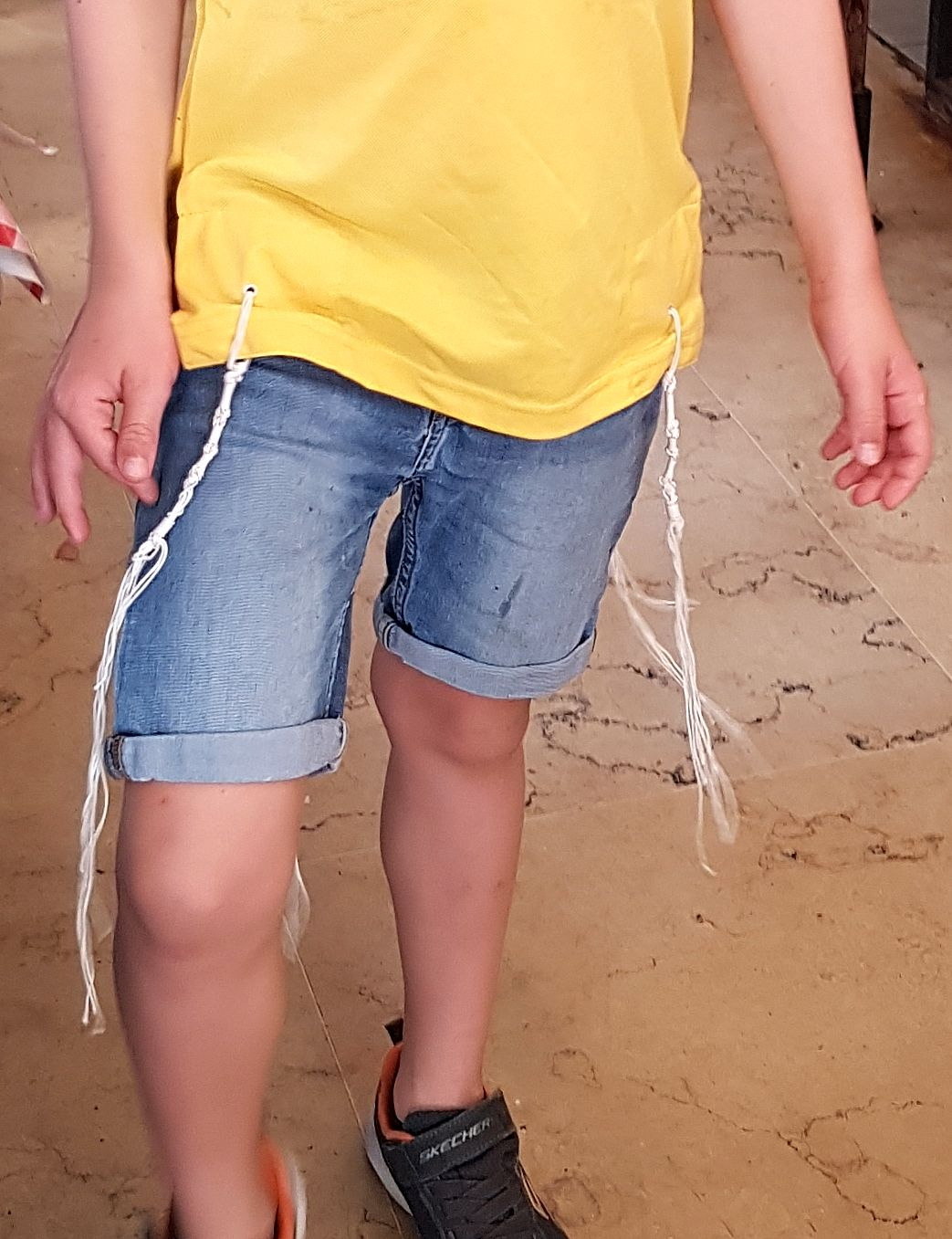
El tzitzit de un niño pegado a la camisa del colegio

Los relatos de Lucas y Mateo especifican que la mujer que sangraba tocó el "flecos" de su manto, utilizando una palabra griega kraspedon que también aparece en Marcos 6. Según el artículo de la Enciclopedia Católica sobre los flecos en las Escrituras, los fariseos (una de las sectas del judaísmo del Segundo Templo) que fueron los progenitores del moderno judaísmo rabínico, tenían la costumbre de llevar flecos o borlas extralargos (Mateo 23: 5), una referencia a los çîçîth (tzitzit)' formativos. Debido a la autoridad de los fariseos, la gente consideraba que los flecos tenían una cualidad mística.